# Mutter Ukraine

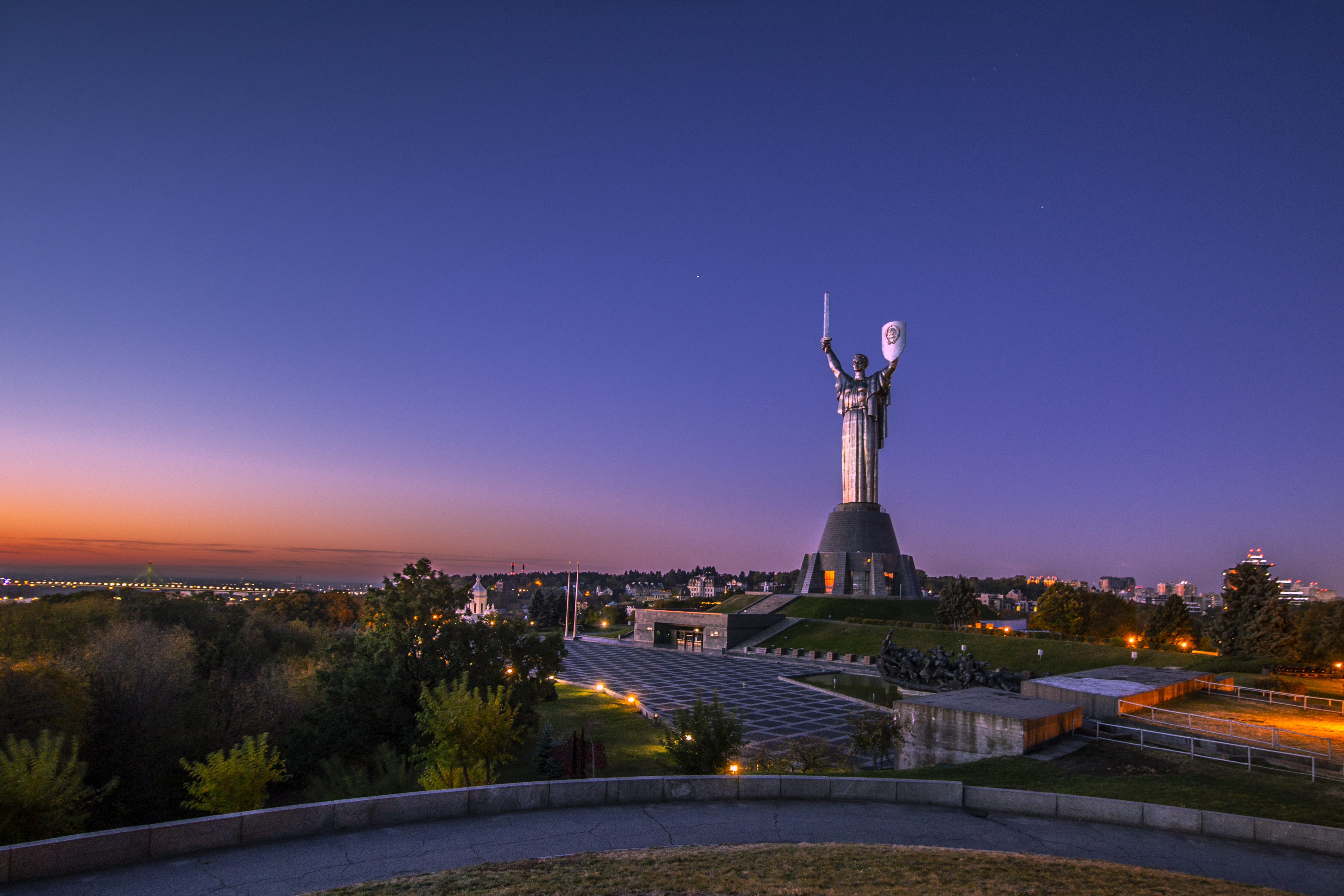
Alter Zustand mit Sowjetwappen (2020)

Die Mutter Ukraine oder Mutter Heimat (ukrainisch Україна-Мати Ukraína-Máty / ukrainisch Батьківщина-Мати Batkivshchýna-máty) in der ukrainischen Hauptstadt Kiew ist eine im Jahr 1981 errichtete Kolossalstatue, die Teil des Nationalen Museums der Geschichte der Ukraine im Zweiten Weltkrieg ist. Die Statue ist ein Wahrzeichen von Kiew und mit 102 Metern (wovon 62 Meter auf die eigentliche Figur entfallen und 40 Meter auf den Sockel) die höchste Statue Europas.

## Name
Mitten im russisch-ukrainischen Krieg wurde die Absicht bekannt gegeben, das Denkmal bis zum 24. August 2023, dem Unabhängigkeitstag der Ukraine, in „Mutter Ukraine“ umzubenennen. Das Ministerium für Kultur und Informationspolitik der Ukraine hat jedoch keine entsprechende offizielle Entscheidung getroffen.

## Geschichte und Beschreibung
Das erste Modell der Statue stammte vom Bildhauer Jewgeni Wutschetitsch. Nach dessen Tod 1974 setzte der ukrainische Bildhauer Wassyl Borodaj (1917–2010) das Projekt fort. Ihm diente die 1975 verstorbene Künstlerin Halyna Kaltschenko als Vorbild für die Monumentalskulptur.
Die Statue besteht aus rostfreiem Stahl, hat eine Höhe von 62 Metern und steht an der westlichen Flussuferseite des Dnipro auf einem 40 Meter hohen Sockel mit Blick in Richtung Norden zum Kiewer Stadtzentrum. Das Denkmal ist somit 102 Meter hoch; es wiegt 500 Tonnen. Zur Sicherung der Stabilität befindet sich in ihrem Inneren eine besondere mechanische Konstruktion.
Das Monument bildet den Mittelpunkt des Museums des Krieges für die Unabhängigkeit der Ukraine. Der Schild ist 36 m2 groß und 13 Tonnen schwer. Das Schwert ist 16 Meter lang und neun Tonnen schwer. Die Figur sollte zum 9. Mai 1980, zum 35. Jahrestag des Sieges über Hitlerdeutschland, eingeweiht werden. Es gab jedoch Probleme mit der Befestigung der Aufstellfläche, und zum Aufrichten der Figur war ein spezieller Kran erforderlich. Staats- und Parteichef Leonid Breschnew weihte sie genau ein Jahr später ein.
Man kann durch einen Arm hinter den Schild auf eine kleine, vergitterte Aussichtsplattform gelangen. Dazu muss man an einem Sicherungsseil durch einen engen Schacht klettern.

## Dekommunisierung

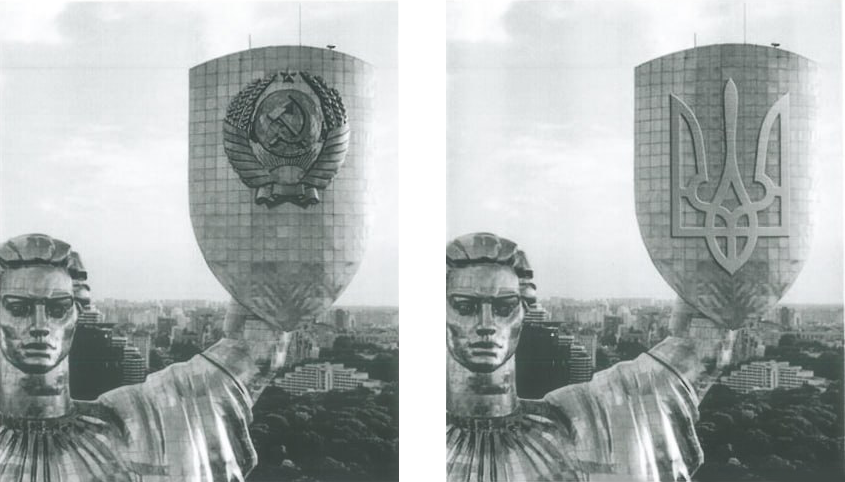
Umgesetzter Entwurf

Im Juli 2023 bat das Architekturbüro und Stadtplanungsamt der Ukraine DIAM, das Wappen der Sowjetunion im Rahmen der Dekommunisierung in der Ukraine durch das Wappen der Ukraine zu ersetzen, nachdem im Sommer 2022 in einer Befragung des Ukrainischen Instituts für Nationale Erinnerung 85 Prozent von 800.000 Ukrainern für den Austausch gestimmt hatten. Vom 26. Juli bis zum 1. August 2023 wurde das sowjetische Wappen demontiert. Es wird in einem Museum gelagert. Anfang August wurde das ukrainische Wappen montiert. Die Arbeiten waren zum 32. Unabhängigkeitstag der Ukraine, am 24. August 2023, abgeschlossen.